# 克里夫蘭鎮區 (印第安納州惠特利縣)
克里夫蘭鎮區（英語：Cleveland Township）是位於美國印第安納州惠特利縣的一個行政鎮區。

## 地方資料
根據2010年美國人口普查的數據，克里夫蘭鎮區的面積為127.00平方千米，當中陸地面積為127.00平方千米，而水域面積為0.00平方千米。當地共有人口3398人，而人口密度為每平方千米26.76人。